# Géographie de l'Indonésie
L'Indonésie est un pays d'Asie du Sud-Est (Extrême-Orient) s'étendant sur les archipels situés entre l'océan Indien et la mer de Chine méridionale.
L'archipel indonésien ou Nusantara est généralement divisé en plusieurs archipels :
- les îles de la Sonde à l'ouest - elles-mêmes divisées entre les grandes îles de la Sonde : Sumatra à l'ouest, Java, Bornéo et Sulawesi au centre et les petites îles de la Sonde à l'est, chapelet d'îles s'étendant au Sud du pays depuis Bali jusqu'à Timor.
- les Moluques à l'est, dont les îles principales sont Halmahera au nord, Seram au centre et les îles Aru et îles Tanimbar au sud
- la Nouvelle-Guinée à l'est.

L'Indonésie, à l'exception de la Nouvelle-Guinée, est souvent considéré comme une partie d'un archipel plus vaste, l'Insulinde.
Les plus grandes îles d'Indonésie sont Java où habite près de la moitié de la population du pays, Sumatra, Bornéo (qui est partagée avec la Malaisie et le Brunei), la Papouasie occidentale (la partie occidentale de la Nouvelle-Guinée) et Sulawesi.
L'île de Bali est la seule véritable destination touristique internationale de l'Indonésie.
Parmi les autres îles notables, on peut signaler Timor et l'île de Florès (où une nouvelle espèce d'hominidés a été découverte en 2003 : l'homo floresiensis).

## Vue d’ensemble
L’Indonésie est un pays-archipel qui s’étend sur environ 5 120 kilomètres d’est en ouest et 1 760 kilomètres  du nord au sud. Il est considéré comme le plus grand pays archipel du monde. Selon une étude géospatiale menée entre 2007 et 2010 par l’Agence nationale de coordination pour l’étude et la cartographie (Bakosurtanal), l’Indonésie compte 17 500 îles. Alors qu’une enquête antérieure menée en 2002 par l’Institut national de l’aéronautique et de l’espace (LAPAN) indiquait que l’Indonésie comptait 18 307 îles. Selon le World Factbook de la CIA, il y a 17 508 îles. L’écart entre les relevés est probablement causé par les différentes méthodes de relevé précédentes, y compris les îles de marée, les cayes sablonneuses et les récifs rocheux qui font surface à marée basse et s’immergent à marée haute. Il y a 8 844 îles nommées selon les estimations faites par le gouvernement indonésien. Il comprend cinq îles principales : Sumatra, Java, Bornéo (connue sous le nom de Kalimantan en Indonésie), Sulawesi et la Nouvelle-Guinée ; deux grands groupes d’îles (Nusa Tenggara et les Moluques) et soixante groupes d’îles plus petits. Quatre des îles sont partagées avec d’autres pays : Bornéo est partagée avec la Malaisie et le Brunei ; Sebatik, situé au large de la côte nord-est de Kalimantan, partagé avec la Malaisie ; Le Timor est partagé avec le Timor oriental ; et la Nouvelle-Guinée est partagée avec la Papouasie-Nouvelle-Guinée.
L’Indonésie a une superficie totale de 1 904 569 kilomètres carrés, dont 93 000 kilomètres carrés de mers intérieures (détroits, baies et autres étendues d’eau). Cela en fait le plus grand pays insulaire du monde. Les zones maritimes environnantes supplémentaires portent le territoire (terrestre et maritime) généralement reconnu de l’Indonésie à environ 5 millions de km2. Le gouvernement revendique une zone économique exclusive de 6 159 032 km2. Cela porte la superficie totale à environ 7,9 millions de km2,.
L’Indonésie est un pays transcontinental, dont le territoire est constitué d’îles géologiquement considérées comme faisant partie de l’Asie ou de l’Australie. Au cours du Pléistocène, les grandes îles de la Sonde étaient reliées au continent asiatique tandis que la Nouvelle-Guinée était reliée à l’Australie. Le détroit de Karimata, la mer de Java et la mer d’Arafura se sont formés lorsque le niveau de la mer s’est élevé à la fin du Pléistocène.

## Climat
Les eaux chaudes baignant l'Indonésie assurent un climat doux et tropical toute l'année. Les températures moyennes sont de 28 °C le long des plaines côtières et de 23 à 26 °C dans les montagnes du centre des îles. L'humidité relative oscille entre 70 et 90 %. Les vents sont modérés, la mousson soufflant généralement du sud-est entre juin et septembre, du nord-ouest entre décembre et mars. Les typhons et tempêtes sont rarement un danger, les courants entre les îles représentent le plus gros risque pesant sur la navigation, en particulier dans le détroit de Lombok.

## Principales îles

### Par superficie
|    | Nom             | Groupe          | Superficie (km2) | Remarques |
| -- | --------------- | --------------- | ---------------- | --- |
| 1  | Nouvelle-Guinée | Nouvelle-Guinée | 829 200          | L'île est partagée avec la Papouasie-Nouvelle-Guinée. La Papouasie occidentale, la partie indonésienne, couvre 421 981 km2 |
| 2  | Bornéo          | Grandes Sonde   | 725 500          | L'île est partagée avec la Malaisie et Brunéi. Le Kalimantan, la partie indonésienne, couvre 539 460 km2                   |
| 3  | Sumatra         | Grandes Sonde   | 425 000          | |
| 4  | Sulawesi        | Grandes Sonde   | 174 600          | |
| 5  | Java            | Grandes Sonde   | 126 700          | |
| 6  | Timor           | Petites Sonde   | 30 777           | L'île est partagée avec le Timor oriental. La partie indonésienne couvre 15 770 km2                                        |
| 7  | Halmahera       | Moluques        | 17 780           | |
| 8  | Seram           | Moluques        | 17 148           | |
| 9  | Sumbawa         | Petites Sonde   | 15 448           | |
| 10 | Florès          | Petites Sonde   | 14 300           | |
| 11 | Yos Sudarso     | Moluques        | 11 600           | |
| 12 | Bangka          | Grandes Sonde   | 11 330           | |
| 13 | Sumba           | Petites Sonde   | 11 153           | |
| 14 | Buru            | Moluques        | 9 505            | |
| 15 | Bali            | Petites Sonde   | 5 561            | |
| 16 | Lombok          | Petites Sonde   | 5 435            | |
| 17 | Madura          | Grandes Sonde   | 5 290            | |
| 18 | Belitung        | Grandes Sonde   | 4 800            | |
| 19 | Buton           | Grandes Sonde   | 4 200            | |
| 20 | Nias            | Grandes Sonde   | 4 064            | |
| 21 | Siberut         | Grandes Sonde   | 3 810            | |
| 22 | Wetar           | Moluques        | 3 600            | |
| 23 | Yamdena         | Moluques        | 3 100            | |
| 24 | Waigeo          | Moluques        | 3 060            | |

### Par zone géographique

#### Grandes îles de la Sonde
- Bornéo, divisée entre l'Indonésie, la Malaisie et Brunéi
- Sulawesi et îles rattachées :
- Buton
- Sangir
- Îles Talaud
- Îles Togian
- Java et îles rattachées :
- Bawean
- Îles Kangean
- Madura
- Îles Karimun Jawa
- Mille Îles
- Sumatra et îles rattachées :
- Bangka
- Belitung
- Enggano
- Îles Mentawai (dont Siberut)
- Nias
- Îles Riau (Batam, Bintan, Karimun)
- Îles Lingga
- Îles Natuna
- Simeulue

#### Petites îles de la Sonde
- Archipel d'Alor
- Bali
- Florès
- Komodo
- Lombok
- Palu'e
- Roti ou Rote
- Solor
- Sumba
- Sumbawa
- Timor, divisée entre l'Indonésie et le Timor oriental

#### Moluques et Nouvelle-Guinée
- Moluques :
  - Ambon (Indonésie)
  - Îles Aru
  - Îles Babar
  - Bacan
  - Îles Banda
  - Buru
  - Halmahera
  - Haruku
  - Îles Kai
  - Îles Leti
  - Makian
  - Morotai
  - Saparua
  - Seram
  - Îles Tanimbar
  - Ternate
  - Tidore
  - Waigeo
  - Wetar et les îles Barat Daya
  - Yamdena.

- Nouvelle-Guinée, divisée entre l'Indonésie et la Papouasie-Nouvelle-Guinée
  - Biak
  - Sorong

## Données brutes
Climat : tropical : chaleur et précipitations élevées et constantes au cours de l'année ; climat se tempérant avec l'altitude
Relief : le plus souvent, des plaines côtières ; les grandes îles ont des montagnes, dominées de volcans. L'Indonésie est en effet le pays du monde le plus soumis à l'activité volcanique. Dans l'île de Sumatra s'élève le volcan Kerinci (3 805 m). À Java se trouvent aussi le volcan Merapi, très actif, situé au nord de la ville de Yogyakarta, et le Semeru, plus haut sommet de l'île (3 676 m). Le point culminant de l'Indonésie, le Puncak Jaya, se situe en Irian Jaya, la partie occidentale de la Papouasie et s'élève à une altitude de 4 884 m.
Ressources naturelles : pétrole, gaz naturel, nickel, bauxite, cuivre, charbon, or, argent, sols fertiles
Exploitation du sol :
terres arables  : 9,9 %
 permanents : 7,2 %
autres : 82,9 % (1998)
Catastrophes naturelles : inondations, orages, tsunamis, séismes, volcans, incendies de forêt